# Шиндлер, Генрих Бруно
Генрих Бруно Шиндлер (нем. Heinrich Bruno Schindler; 22 августа 1797 — 27 октября 1859) — немецкий хирург и врач-окулист. Доктор медицины.

## Биография
Сын врача. С 1815 года изучал медицину в Медицинской академии Дрездена, затем, в 1817 году — в университете Бреслау, где с 1819 г. работал ассистентом в хирургической клинике.
Внёс большой вклад как в области хирургии и офтальмологии, так и в других областях медицины.
Автор ряда трудов по медицине. Писал о заболевании глаз, частично и повторных черепно — мозговых травмах, применении трепанации черепа, о холере, сахарном диабете и т. д. Кроме того, помещал статьи в Schmidt’s Jahrbüchern der Medicin seit 1834 и в Schmidt’s Encyclopädie der Medicin seit 1841. Был президентом Общества врачей Силезии и Лужицы.

## Избранные публикации
- «Die idiopath., chron. Schlafsucht» (Гиршберг, 1829);
- «Die Entzündungsformen der menschlichen Hornhaut» (Лейпциг, 1838);
- «Die Lehre von den unblutigen Operationen Ahaematurgia» (2 т., Лейпциг, 1844);
- «Nosolog.-therapeut.-ophtalmolog. Andeutungen» («v. Graefe’s und Walther’s Journal», 1828);
- «Die Cholera. Ein Contagium oder Miasma?» (ib., 1831);
- «Exarticulation des Unterkiefers» (ib., 1832) и много других работ в «Langebeck’s Neue Bibliothek», «Rust’s Magazin» и «Heidelb. klin. Annalen».